# Том (футболист, р. 1986)
Вижте пояснителната страница за други личности с името Том-Мартинката Том Джилио.
Евертон Фернандо Джилио (на португалски: Everton Fernando Gilio), по-известен като Том, е бразилски футболист, полузащитник.

## Състезателна кариера
На 12-годишна възраст започва да тренира футбол в школата на Ботафого от град Рибейрао Прето. На 14 години преминава в школата на „гранда“ Сао Пауло, където остава още две години. През 2002 година преминава в школата на друг гранд Палмейрас, в който остава до 20-годишна възраст. Записва 30 срещи за „Б“ отбора, в които отбелязва 4 гола.
През 2007 г. за шест месеца носи екипа на скромния Такуаритинга, за който изграва 16 срещи и отбелязва 5 гола, като става голмайстор на отбора.
През януари 2008 г. пристига в България и изкарва проби в ЦСКА (София). Не подписва договор с „червените“ и преминава в Локомотив (Пловдив). Там играе три сезона като се утвърждава като титуляр. В началото на 2011 г. преминава в Миньор (Перник). За „чуковете“ изиграва 63 мача и вкарва 4 попадения. В началото на 2013 г. за подписа му се борят три клуба. Измежду офертите на Черно море и бившият му клуб Локомотив Пд избира тази на намиращия се в криза по това време Локомотив (София).
През юни 2015 г. след отнемането на лиценза на „железничарите“ Том преминава като свободен агент в състава на Берое (Стара Загора), като подписва договор за две години.